# Zamokrzyca
Zamokrzyca (Leersia Sw.) – rodzaj roślin z rodziny wiechlinowatych. Należy do niego 18 gatunków. Zasięg rodzaju obejmuje wszystkie kontynenty w strefie międzyzwrotnikowej i strefach umiarkowanych obu półkul. Brak tych roślin na terenach pustynnych (np. w południowo-zachodniej i środkowej Azji, w środkowo-południowej Australii) oraz okołobiegunowych. W Europie i w Polsce rośnie jeden gatunek – zamokrzyca ryżowa L. oryzoides. Są to rośliny siedlisk wodnych i bagiennych.
Gatunki azjatyckie wykorzystywane są jako rośliny pastewne, zwłaszcza Leersia hexandra. Zamokrzyca ryżowa opisywana jest jako niemająca znaczenia rolniczego – bydło nie wyjada tej trawy z runi.

## Morfologia
PokrójRośliny jednoroczne i byliny z podziemnymi rozłogami, o smukłych i owłosionych źdźbłach, w dole płożących lub unoszących się na wodzie, wyżej podnoszących się lub prosto wzniesionych. Źdźbła mają liczne, zgrubiałe węzły.
LiścieRównowąsko-lancetowate, o języczku błoniastym, o pochwach owłosionych, czasem szorstkich.
KwiatyZebrane w luźne wiechy o gałązkach wężykowato powyginanych. Kłoski są jednokwiatowe, eliptyczne lub wąskojajowate, silnie bocznie spłaszczone. Plew brak. Plewki owłosione, bezostne, łódkowate, 5-nerwowe, górne mniejsze od dolnych i trójnerwowe. Słupek z dwoma znamionami. Pręciki w liczbie 1, 2, 3 lub 6.
OwocZiarniak podługowaty z dwiema bruzdami.

## Systematyka
Pozycja systematyczna
Rodzaj z rodziny wiechlinowatych Poaceae. W obrębie rodziny klasyfikowany jest do podrodziny Oryzoideae, plemienia Oryzeae i podplemienia Oryzinae – jest blisko spokrewniony z rodzajem ryż Oryza, od którego różni się brakiem plew.
Wykaz gatunków
- Leersia angustifolia Prodoehl
- Leersia denudata Launert
- Leersia drepanothrix Stapf
- Leersia friesii Melderis
- Leersia hexandra Sw.
- Leersia japonica (Honda) Honda
- Leersia lenticularis Michx.
- Leersia ligularis Trin.
- Leersia monandra Sw.
- Leersia nematostachya Launert
- Leersia oncothrix C.E.Hubb.
- Leersia oryzoides (L.) Sw. – zamokrzyca ryżowa
- Leersia perrieri (A.Camus) Launert
- Leersia sayanuka Ohwi
- Leersia stipitata Bor
- Leersia tisserantii (A.Chev.) Launert
- Leersia triandra C.E.Hubb.
- Leersia virginica Willd.